# مادهاف شريهاري أني
مادهاف شريهاري أني (بالإنجليزية: Madhav Shrihari Aney)‏، (ولد في عام 1880-توفي عام 1968)، هو سياسي هندي.
كان أحد المؤسسين لحزب المؤتمر الوطني. وانتخب عام 1937 للجمعية التشريعية المركزية. وكان عضوا في المجلس التنفيذي الحاكم العام بين 1941 و 1943. واستقال في سنة 1943 حين رفضت السلطات البريطانية إطلاق سراح غاندي. انضم إلى الجمعية التأسيسية عام 1947.
وبعد استقلاق الهند تولى منصب حاكم ولاية بيهار من سنة 1948 حتى 1952.